# الدردارة (فلسطين)
الدردارة، أو خربة الدريجات، قرية فلسطينية مهجرة، تبعد 13 كيلومتر شرق مدينة صفد، وتشرف على سهل من جهتي الشمال والجنوب. كان سكانها يزرعون الأراضي الخصبة المحيطة بها، ولا سيما تلك الممتدة نحو الجنوب والجنوب الغربي، احتلها اليهود في تاريخ 1 مايو من عام 1948.

## الأرض والسكان
كانت القرية تقع في وسط سهل منبسط يطل على سهل الحولة من الشمال والجنوب. يحيط بها من الشمال الغربي ياردا والويزية ومن الجنوب الغربي منصورة الخيط وخربة المنطار.
كان القرويون يزرعون الحبوب والخضروات والحمضيات واللوز والتين.
في عام 1945/1944 كان عدد سكانها 100 عربي. وأراضيها 6,361 دونمًا منها 1,623 للحبوب، و 795 مرويًا أو مستخدماً للبساتين بينما تم تصنيف 2,025 دونمًا كأراضي غير قابلة للزراعة. وكان سكانها يزرعون الأراضي الخصبة المحيطة بها، ولا سيما تلك الممتدة نحو الجنوب والجنوب الغربي.

## التاريخ

### النكبة
غير معروف بشكل دقيق متى احتلت القرية. من الجائز أن تكون احتلت في سياق ما يطلق عليه اسم «عملية يفتاح»، في أواخر نيسان/ أبريل أو أيار/ مايو 1948. وفي جميع الأحوال، فإنّ القرية كانت في يد الإسرائيليين في أوائل تموز/ يوليو 1948، عند نهاية الهدنة الأولى للحرب. تذكر الرواية الصهيونية لحرب عام 1948 أنّ القرية استخدمت قاعدة من قواعد الانطلاق الخاصة بعملية «بروش»، وهي الهجوم الذي شنته القوات الإسرائيلية على رأس الجسر السوري على الحدود السورية في فترة «الأيام العشرة» بين هدنتي الحرب (8-18 تموز/ يوليو).
حاولت القوات السورية استرداد القرية بعد هذه العملية، لكنّها اضطرت إلى الانسحاب بعد أن واجهت حقل ألغام وفقدت ما لا يقل عن خمسين رجلًا، ذلك استنادًا إلى رواية الهاغاناه نفسها. نصّت اتفاقية الهدنة التي وقعتها «إسرائيل» وسورية في تموز/ يوليو 1949، على أن تكون القرية والمنطقة المُحيطة بها مجرّدة من السلاح. وفي تلك الآونة، أنشئت على أراضي الدردارة مستعمرة إسرائيلية.

### القرية اليوم
بات الموقع كومة من الحجارة والتراب تكسوها الأشجار. وثمة قناة في الطرف الشمالي للموقع تتدفق المياه منها، من الشمال إلى الجنوب. أمّا المنطقة المحيطة بالموقع مزروعة.
في عام 1948، دمرت مستعمرة «إياك» التي أنشئت على أراضي القرية في سنة 1947. وبعد أن طُرد سكان الدردارة أعاد الإسرائيليون بناء المستعمرة وسمّوها «هغوفريم»، ثم غيّروا اسمها مرة أخرى ودعوها «أشمورا» وذلك في سنة 1953. وهي اليوم غير مأهولة.